# Hana Říčná
Hana Říčná, provdaná Jessen (* 20. prosince 1968 Brno) je bývalá československá sportovní gymnastka.
Na mistrovství světa ve sportovní gymnastice 1983 získala stříbrnou medaili za cvičení na kladině. Letních olympijských her 1984 se kvůli bojkotu nezúčastnila a na náhradní soutěži Družba 84 v Olomouci získala stříbrnou medaili ve víceboji a na kladině a bronzovou v soutěži družstev. Na mistrovství Evropy ve sportovní gymnastice 1985 byla druhá na kladině a na mistrovství světa ve sportovní gymnastice 1985 třetí na bradlech. Byla to poslední česká medaile z gymnastického světového šampionátu. Na Letních olympijských hrách 1988 byla devětadvacátá ve víceboji a sedmá v soutěži družstev.
Ve dvaceti letech ukončila kariéru a stala se trenérkou. Žije v USA s manželem Lorinem Jessenem a dětmi Davidem a Sandrou. Syn David Jessen reprezentoval Českou republiku v gymnastice na Letních olympijských hrách 2016.